# 大庫熱列瓦
48°52′51″N 27°6′7″E / 48.88083°N 27.10194°E
大庫熱列瓦（烏克蘭語：Велика Кужелева）是位於烏克蘭西部赫梅利尼茨基州裏卡緬涅茨-波多利斯基區的杜納伊夫齊市鎮的村莊，面積3.46平方公里，海拔高度171米，2001年人口785，人口密度每平方公里227.1人。